# Iván Marino Ospina
Iván Marino Ospina alias Felipe né le 16 avril 1940 à Roldanillo, mort le 28 août 1985, est un guérillero colombien, cofondateur et commandant du Mouvement du 19 avril (M-19).

## Biographie
Iván Marino Ospina est né à Roldanillo ( Valle del Cauca ), a grandi à Tuluá et Pereira, fils d'un père de courant politique conservateur Laureanismo. Il a étudié à l'école Deogracias Cardona de Pereira , où il était étudiant. Il est lié à la Jeunesse Communiste de Colombie (JUCO) et organise une Fédération Étudiante de Caldense avec Manuel Vásquez. En 1961, le Parti communiste colombien l'envoie avec Jaime Bateman à Consomol, en Union soviétique .

### Combat et engagement
Militant dans les FARC, Iván Marino Ospina  est convaincu que la révolution en Colombie doit et ne doit passer que par la violence et les armes. En 1966, il rejoint les Forces armées révolutionnaires de Colombie (FARC).
Proche de Ciro Trujillo Castaño partageant et échangeant les idées politiques de l'organisation, quelques divergences surgissent. Ses critiques lui valent l'expulsion du groupe, ainsi que des soupçons d'infiltration.
Jaime désir étendre la guérilla, il s'efface petit à petit de sa hargne combattante et sera écarté puis expulsé de l'organisation.
Il rejoint la guérilla vénézuélienne jusqu'en 1970 et retourne en Colombie, où il est détenu à la prison de Cartago (Valle del Cauca).
Avec d'anciens partisans du FARC, des membres de l'Armée de libération nationale (ELN), de l'Alliance nationale populaire (ANAPO) et d'autres dirigeants sociaux, au milieu de l'année 1973, il crée un nouveau mouvement révolutionnaire de masse nommé M-19. Jaime Bateman Cayón, Álvaro Fayad, Luis Otero Cifuentes, Carlos Pizarro Leongómez, Iván Marino Ospina, Antonio Navarro Wolff, s'emparent de la date de la fraude pour lancer leur Mouvement M-19, avec comme devise sur le drapeau : Avec le peuple, avec les armes, au pouvoir.

### Combat auprès du M-19
Diriger le mouvement 19 Avril M-19 avec son camarade Jaime Bateman de la Jeunesse Communiste de Colombie (JUCO) tous les deux expulsés des FARC, Iván Marino Ospina devient le numéro deux du M-19 sous le pseudonyme Felipe.
Il participe à des braquages de banques, des vols d'armes, à l'enlèvement et en 1976 à l'exécution du dirigeant syndical José Raquel Mercado. Le 1er janvier 1979, il est responsable de la Région Ouest-colombie. 
Il est arrêté à Cali et envoyé à Bogotá où, selon plusieurs plaintes, il est brutalement torturé dans les grottes du Sacromonte, et tentera de se suicider. 
Six mois plus tard, Iván Marino Ospina se déguise en major de l'armée nationale, et s'évade de la prison de La Picota pour reprendre ses fonctions de commandant en second.
Iván Marino Ospina est tué lors d'une opération militaire menée par l'armée contre la guérilla en août 1985 dans la ville de Cali.
Selon la version officielle, les services de renseignement découvrent le lieu où se trouve le commandant du M-19. La maison est assiégée le matin du 28 août et, après une heure de combat, Ivan Marino Ospina, est tué ainsi que son garde du corps, Gerardo Ospina. Son fils Jorge Iván Ospina, futur maire de Cali, est blessé lors de l'opération, tout comme Antonio Navarro Wolff, futur gouverneur du département de Nariño .
Le 6 novembre 1985, un groupe de guérilleros M-19 sera baptisé « Compagnie Ivan Marino Ospina » en l'honneur du commandant récemment décédé et lance une attaque contre le Palais de justice de Colombie à Bogota.

## Famille
Son fils Jorge Iván a été maire de Cali entre 2008 et 2011, sénateur de la république entre 2014 et 2018 et actuellement maire de Cali. Son fils Mauricio a été sénateur au Congrès de la république de Colombie pour la législature 2010-2014.